# Zmijowka
Zmijowka (ros. Змиёвка) – osada typu miejskiego w zachodniej Rosji, na terenie obwodu orłowskiego.
Miejscowość leży w rejonie swierdłowskim, którego ośrodek administracyjny stanowi i liczy 6237 mieszkańców (1 stycznia 2005 r.), tj. ok. 35% całej populacji rejonu.
Osada jest jedynym ośrodkiem miejskim na terenie tej jednostki podziału administracyjnego.
Zmijowka jest lokalnym centrum kulturalnym i gospodarczym. W miejscowości tej znajdują się m.in. zakłady przemysłu olejowego, włókienniczego (zajmujący się obróbką konopi), mięsnego, kombinat paszowy, fabryka wytwarzająca słód oraz wylęgarnia ptaków.